# Grêmio Esportivo Osasco
Grêmio Esportivo Osasco, conhecido como GEO, ou também Grêmio Osasco, é um clube brasileiro de futebol da cidade de Osasco, estado de São Paulo. Foi fundado em 17 de dezembro de 2007 e suas cores são verde, vermelho e branco.

## História
O futebol osasquense sempre teve vários representantes do futebol profissional paulista, como o "Grêmio Água Branca Futebol Clube", "Associação Atlética Floresta", "Independência Esporte Clube", "Associação Atlética Osasquense", "União Esportiva Rochdale" e "Monte Negro Futebol Clube" (atual Futebol Clube SKA Brasil). No ano de 2000, foi criado o Esporte Clube Osasco (ECO), e logo no primeiro ano foi campeão da então série B1 (5ª divisão). Preservando a maioria do plantel, o ECO foi bicampeão em 2001 da série B (4ª divisão), subindo para a A3. Em 2002 quase subiu para a A2. Depois disso, o ECO batalhou para não mais cair.
Após o afastamento do ECO (Esporte Clube Osasco) das competições oficiais de futebol do Estado de São Paulo, a cidade de Osasco ficou sem um representante oficial no futebol paulista. Indignados com a situação, cinco moradores da região e ex-torcedores do ECO decidiram fundar um novo clube de futebol para defender a cidade dentro de campo. Após alguns encontros e muita conversa, no dia 17 de dezembro de 2007 foi fundado o Grêmio Esportivo Osasco. Assim nasceu o Grêmio Esportivo Osasco, sua inscrição foi homologada pela Federação Paulista de Futebol (FPF) e pela Confederação Brasileira de Futebol (CBF), em janeiro de 2008.
Nestes três anos de história, o clube alcançou a glória de dois acessos seguidos (Série B/2008 e Série A3/ 2009), mas também conheceu a tristeza do rebaixamento acontecido na Série A2/ 2010.
Em seu primeiro torneio disputado oficialmente, na Série B do Campeonato Paulista de 2008, surpreendendo até o mais fanático dos seus torcedores, a equipe, treinada na época pelo técnico Toninho Moura, conseguiu o acesso para a Série A3 do Campeonato Paulista juntamente com Campinas, Batatais e Pão de Açúcar. Em seu segundo ano de existência, o clube de Osasco já começava a escrever um capítulo da sua curta história no futebol de São Paulo.

### Série A3 - Tempos de ouro
Em 2009, a disputa da Série A3 já era uma realidade no Grêmio Osasco. No entanto, a equipe entrou na competição com pouquíssimo favoritismo para conquistar uma das vagas na Série A2 de 2010, mas surpreendendo a todos novamente, na primeira fase, mais uma campanha surpreendente, já que, das 20 equipes participantes, o Grêmio Osasco terminou com a terceira melhor colocação e garantiu-se na segunda fase do torneio, ficando atrás apenas de Votoraty e do próprio Pão de Açúcar. Embalada pelo ótimo desempenho na primeira etapa da competição, a equipe comandada pelo técnico André de Oliveira entrou para a segunda fase como a grande surpresa da Série A3, e não decepcionou. Após eliminar clubes como XV de Piracicaba e Penapolense, o time de Osasco chegou à final do torneio contra o Votoraty. A equipe não conseguiu combater a forte equipe do Votoraty ficando com o vice-campeonato, mas o seu acesso a Série A2 estava garantido.

### O primeiro rebaixamento e a volta por cima
No ano de 2010 a equipe osasquense conheceu seu primeiro revés. A diretoria se empenhou em angariar parceiros para a disputa da dificílima Série A2, mas os apelos foram em vão. Sem patrocínio, montou uma equipe guerreira, mas que não conseguiu se acertar dentro de campo. Mesmo com toda a garra demonstrada, em dezenove partidas a equipe conheceu quinze derrotas, três empates e apenas uma vitória. Anotou dezoito gols e sofreu quarenta e seis. Terminou na última colocação e foi automaticamente rebaixada.
Mas no segundo semestre o clube conseguiu se reestruturar, firmou uma parceria com a Ponte Preta para disputar o Campeonato Paulista em duas categorias de base (Sub15, Sub17) e também teve uma boa atuação no Sub20.
O clube também promoveu a 1a. Copa Cafu de Futebol Sub17, que homenageou o jogador Marcos Evangelista de Moraes, o Cafu, capitão da Seleção Brasileira na conquista do penta campeonato. O torneio foi um sucesso, com a participação de outras cinco equipes, além do Grêmio Osasco.
Em 2011, a equipe até tentou a volta a Série A2, mas não conseguiu o feito e em 2012, voltará a disputar a Série A3 em busca do retorno a Série A2.
No dia 6 de maio de 2012, a equipe conquistou uma das vagas de acesso a Serie A2, após vencer o Juventus por 3 a 1 e terminar a fase semifinal como o primeiro colocado do grupo 3. O Grêmio Osasco ainda disputou o título da Série A3 contra o Rio Branco de Americana, primeiro colocado do grupo 2 e sagrou-se vice-campeão.

### Temporada 2013 e a Compra do Audax
Em 2013 o Grêmio Osasco disputou a Série A2 e começou bem até que na reta final da competição a equipe começou a tropeçar e sendo eliminado na primeira fase em 11° lugar.
No dia 22 de setembro de 2013, a diretoria do Grêmio Osasco comprou o Osasco Audax e Audax Rio de Janeiro Esporte Clube, e passou a ser comandado por uma única diretoria, o detalhe que quanto o Audax Osasco que na época era da capital, quanto a equipe do Rio de Janeiro conquistaram o acesso ou já estavam na primeira divisão de seus estaduais.
Na Copa Paulista daquele ano Grêmio Osasco e Audax-SP se enfrentaram na Semifinal da competição com o time até então da Capital levando a melhor nos pênaltis, após empate nas duas partidas, o jogo era visto como "clássico dos irmãos" já que ambos os clubes começaram a pertencer do mesmo dono.

### Temporada 2014 e início da decadência
No início da temporada, agora com a diretoria comandando o Audax-SP e Audax- RJ, o Grêmio Osasco acabou virando um "time B" para essas equipes o que acabou que a torcida fez diversos protestos contra a diretoria, pois todos os jogadores de destaque do GEO foram atuar nos Audax que jogavam as primeiras divisões de seus estaduais.
Na Série A2, com jogadores do Sub-20, o time fez uma péssima campanha, ficando em 18° com apenas 4 vitórias e acabou sendo rebaixado para a Série A3, único momento de "felicidade" da torcida foi que durante a competição já nas últimas rodadas o Grêmio Osasco iria enfrentar o rival Grêmio Barueri em Osasco e debaixo de muita chuva, o time Osasquense derrotou os Baruerienses por 2a1 e sacramentou o rebaixamento de seu rival.
Já no segundo semestre daquele ano pela Copa Paulista de 2014 o GEO foi eliminado na primeira fase com apenas 4 vitórias em 14 jogos.
Único momento de alta no clube, foi pelo Campeonato Paulista de Futebol - SUB-20 que na temporada o Grêmio Osasco foi vice-campeão, após empate nos 2 jogos das finais, seu adversário Corinthians venceu nos pênaltis o GEO no CT Parque São Jorge e ficou com o título do Estadual.

### Temporada 2015 Até 2018
Na temporada 2015 o GEO fez uma campanha satisfatória na primeira fase da Série A3 e se classificou em 8°,mas sendo eliminado já na segunda fase com apenas 2 empates.
Na temporada 2016 o GEO disputou a Série A3 ficando apenas em 9° colocado, mas o que marcou nesta edição foi a Goleada que o Grêmio Osasco aplicou para cima do seu rival Grêmio Barueri por 8x0 em plena Arena Barueri .
Já nas temporadas de 2017 e 2018 a equipe jogou a Série A3, disputando apenas contra o rebaixamento. De 2015 até 2018, o GEO não disputou a Copa Paulista, já que para a diretoria, o time era apenas um "time B" para as franquias do Audax.

### Fim da Gestão Audax e a Venda do GEO ao grupo EMS
Ainda em 2018, O Osasco Audax fez uma péssima campanha na Série A2 e caiu para Série A3, onde o Grêmio Osasco também disputaria em 2019. Na época todos torcedores esperavam o clássico acontecer naquele ano, porém nas regras da Federação Paulista de Futebol , equipes do mesmo proprietário não podem competir a mesma divisão de seus torneios, assim como aconteceu em um caso recente em 2019 que o RB Brasil comprou o Red Bull Bragantino  nessa situação rebaixou o RB Brasil para a Série A2 pelo fato da empresa de energéticos priorizar o Bragantino e no caso do Grêmio Osasco seria o mesmo. A diretoria injetava mais dinheiro no Audax e acabaria priorizando eles e o Grêmio Osasco acabaria prejudicado sendo rebaixado automaticamente a última divisão estadual.
A torcida osasquense ficou em cima do caso e a diretoria decidiu colocar o clube a venda em espécie de leilão. 
O comprador foi o a empresa de medicamentos EMS que passaria a administrar o clube, valores não foram divulgados da transação. Com a nova gestão, o clube garantiu sua vaga na Série A3 do Paulistão 2019.

## Estádio
O Estádio Municipal Prefeito José Liberatti está localizado no município de Osasco, São Paulo, Brasil.
Foi inaugurado pelo Prefeito Celso Antonio Giglio em 26 de Dezembro de 1996 e tem capacidade para 12.430 pessoas. O primeiro gol foi marcado por Sérgio Manoel (Palmeiras), durante o primeiro jogo no local, que foi entre Palmeiras 1x0 Corinthians.

## Estatísticas

### Participações
| Aumento | Promovido à divisão superior  |
| Baixa   | Rebaixado à divisão inferior  |
| Inativo | Licenciamento no ano seguinte |

|  | Participações em 2020 |

| Competição | Competição    | Temporadas | Melhor campanha            | Anos                         | A | R |
| São Paulo  | Série A2      | 3          | 11º colocado (2013)        | 2010 e 2013-2014             | – | 2 |
| São Paulo  | Série A3      | 9          | Vice-campeão (2009 e 2012) | 2009 , 2011-2012 e 2015-2020 | 2 | 1 |
| São Paulo  | Série A4      | 1          | 4º colocado (2008)         | 2008                         | 1 |   |
| São Paulo  | Copa Paulista | 6          | Semifinais (2013)          | 2009, 2011-2014 e 2019       |   |   |

### Últimas dez temporadas
Legenda:
| Campeão Vice-campeão Eliminado nas semifinais | Campeão e promovido à divisão superior Vice-campeão e/ou promovido à divisão superior Rebaixado à divisão inferior | Classificado à fase de grupos da Copa Libertadores Classificado à fase preliminar da Copa Libertadores Classificado à Copa Sul-Americana |

## Mascote
O Grêmio Esportivo Osasco teve suas cores em homenagem ao fundador da cidade Antonio Agu que era de origem Italiana. Quando o Chargista Maglor (Thiago Peres Smargiassi) soube desta informação, teve a ideia de mais uma vez homenagear o Fundador criando o mascote como um Soldado Romano.
O conceito é simples. O Grêmio Esportivo Osasco teve em dois anos de história dois acessos, mostrando-se um time lutador e destemido. Os Romanos além de simbolizar os guerreiros mais bravos da história, levam consigo a origem Italiana, assim como o Grêmio Esportivo Osasco. O mascote foi oficializado pelo clube no dia 4 de outubro de 2011.